# Syon House

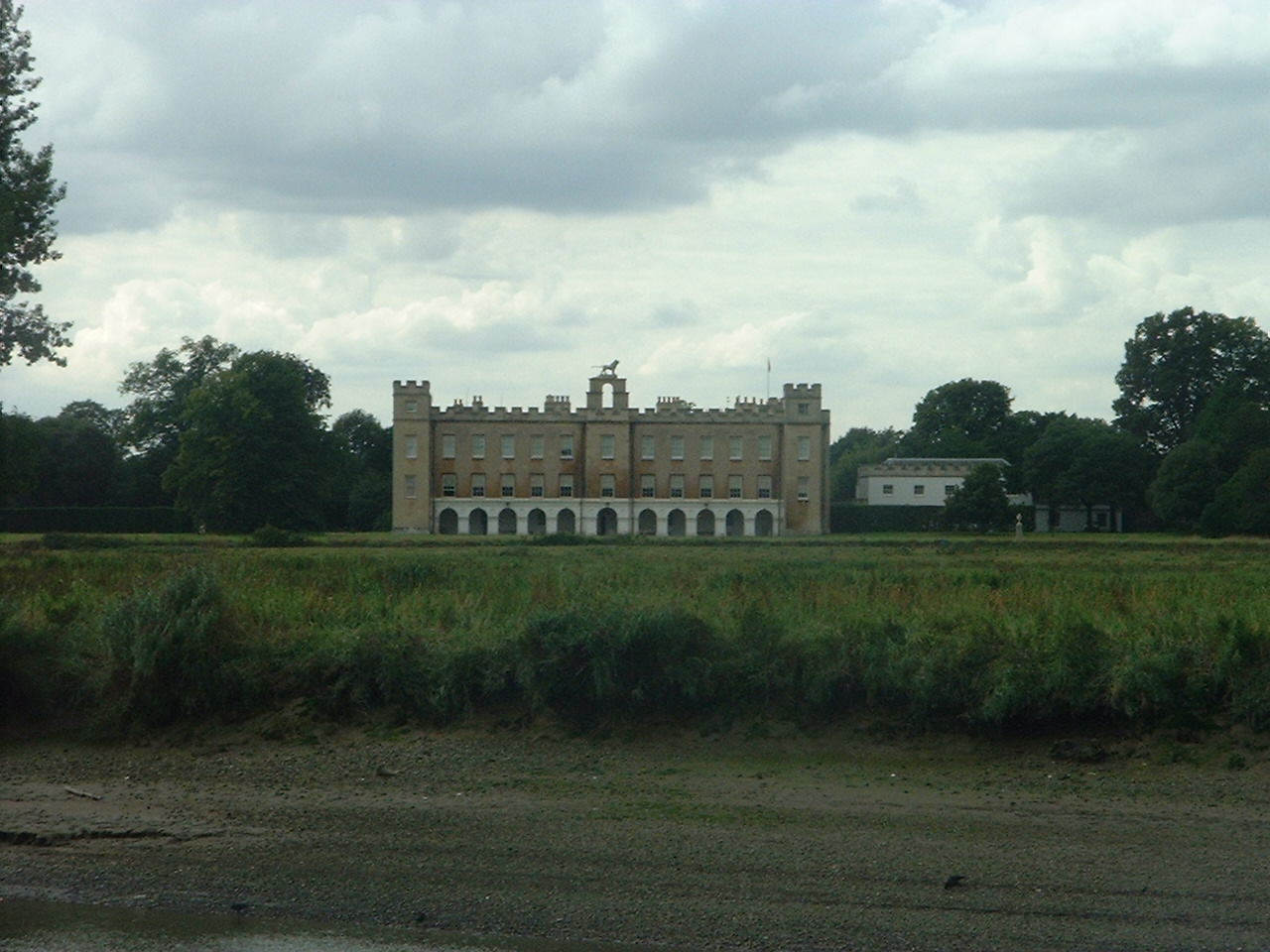
Aspecto actual de Syon House.

Syon House é um palácio inglês situado no Sudoeste de Londres, inserido num parque de 200 acres (800.000 m²). Pertence ao Duque de Northumberland e é, actualmente, a residência londrina da sua família. A casa principal da família em Londres era, tradicionalmente, Northumberland House.

## História

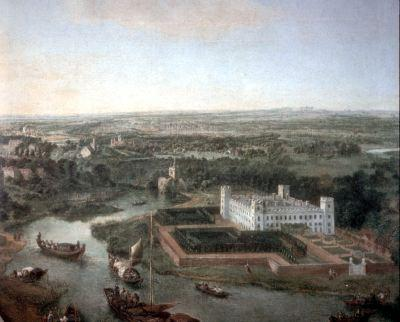
Syon House antes das alterações da década de 1760

Originalmente, o local estava ocupado por Syon Abbey, uma abadia medieval, da Ordem dos Brigitenianos (Agostinianos). Recebeu o nome de Syon devido ao Monte Sião, na Terra Santa. Foi uma das últimas grandes abadias a ser construída, fundada pelo rei Henrique V, em 1415, e dissolvida pelo rei Henrique VIII, em 1539. 
Em 1541 e parte do ano seguinte, a quinta esposa de Henrique VIII, Catherine Howard, foi trazida aqui para o seu longo cativeiro. Em Fevereiro de 1542, foi levada para a Torre de Londres e executada sob a acusação de adultério. Quando Henrique VIII morreu, em 1547, a sua urna passou por Syon, durante o cortejo fúnebre para Windsor. Esta foi forçada durante a noite e de manhã foram encontrados cães lambendo os restos mortais. Isto foi visto como um julgamento divino pela profanação feita, pelo rei, a Syon Abbey.
Depois da dissolução, a propriedade passou para a posse do 1º Duque de Somerset, Lorde Tutor do jovem Eduardo VI. Entre 1547 e a sua morte por execução em 1552, o Duque construiu Syon House ao Estilo Renascentista Italiano, sobre as fundações do extremo Oeste da gigantesca igreja da abadia. O edifício quadrado que se pode ver actualmente, está oco no centro, e foi construído em torno do claustro ajardinado do convento, embora isto não esteja provado, e tenha sido posto em causa pelas recentes evidências arqueológicas, as quais mostram que o extremo Oeste de foi construído sobre o extremo ocidental da igreja. 

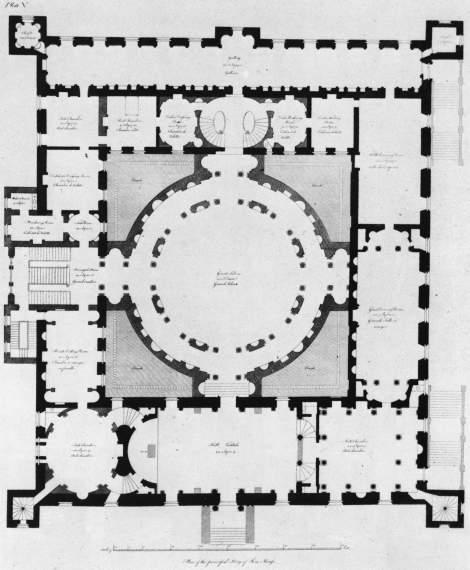
Planta de Robert Adam para a reconstrução de Syon House.

Depois da morte do Duque de Somerset, Syon foi adquirido por um rival, John Dudley, Duque de Northumberland (1ª criação). O filho do Duque, Lord Guildford Dudley casou com Lady Jane Grey, bisneta do rei Henrique VII, e foi em Syon que foi oferecida pela Coroa. Em 1594, Henry Percy, 9º Conde de Northumberland adquiriu Syon através do seu casamento com Dorothy Devereux, e a família Percy vive aqui desde então.
Em 1750, Sir Hugh Smithson herdou as propriedades dos Percy através da sua esposa, Elizabeth Seymour. Em 1750, Sir Hugh tornou-se Conde e depois 1º Duque de Northumberland (3ª criação), em 1766. O Duque e a Duquesa estavam determinados a deixar a sua marca em Syon Park; as suas soluções passaram por redesenhar totalmente a propriedade.
Robert Adam recebeu instruções para remodelar o interior do palácio e Capability Brown para desenhar os parques. Em 1761, Adam publicou os seus planos para as decorações interiores, os quais incluíam uma suíte completa de novas salas no andar nobre, juntamente com uma rotunda a ser erguida no pátio principal. No evento, cinco salas principais nos lados Oeste, Sul e este do palácio, desde o Grande Hall à Long Gallery, foram remobilados ao Estilo Neoclássico. Foi o suficiente para imprimir uma marca no arquitecto e no seu trabalho na Inglaterra, e dizia-se "em Syon o estilo Adam foi realmente iniciado". Syon House é festejado como a primeira obra-prima de Adam na Inglaterra, e tem sido reconhecido como a mais fina evidência do seu uso revolucionário das cores.

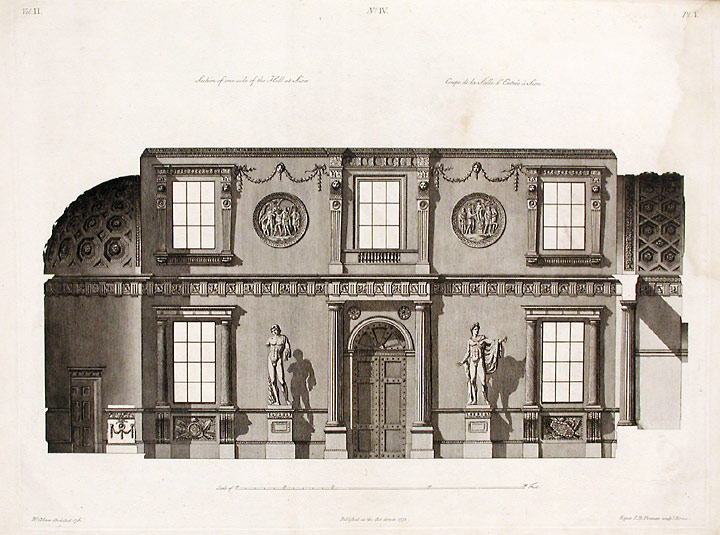
Um desenho para o hall, por Robert e James Adam.

Syon Park bordeja o Tâmisa, com vista para os Royal Botanic Gardens do outro lado do rio. Próximo das suas margens existe um prado inundado pelo rio duas vezes ao dia. Contém mais de 200 espécies de árvores raras. Embora o parque e o lago tenham sido desenhados por Capability Brown em 1760, o seu aspecto actual é novecentista. A piscina circular tem uma cópia do Mercúrio de Giambologna. A Grande Estufa nos jardins, desenhada por Charles Fowler em 1828 e completada em 1830, era a primeira estufa, em larga escala, construida em metal e vidro. A estufa foi vista numa sequência de sonho no filme Bhaji on the Beach (1993), de Meera Syal.
Incluída nos terrenos está a London Butterfly House.
Henry Percy, 11º Duque de Northumberland, cabeça da família entre 1988 e 1995, distinguiu-se por plantar muitas árvores nos terrenos de Syon.
O filme de Robert Altman, Gosford Park (2001), foi parcialmente rodado em Syon House.
Em 2002, o poeta inglês Geoffrey Hill produziu o muito aclamado livro de poesia The Orchards of Syon. "The Orchards of Syon", foca a história da região e em particular o pomar de árvores raras plantado em Syon Abbey.